# Saint-Gouéno
Saint-Gouéno korábbi község Franciaországban, Côtes-d’Armor megyében. Lakosainak száma 685 fő (2018. január 1.). Saint-Gouéno Le Mené, Plessala, Saint-Gilles-du-Mené, Saint-Glen, Saint-Jacut-du-Mené és Trébry községekkel határos.
2016. január 1-jén hat másik korábbi községgel egyesült és az így létrejött Le Mené új község része lett.

## Népesség
A település népessége az elmúlt években az alábbi módon változott:
| Lakosok száma | 1023 | 901  | 751  | 721  | 640  | 652  | 669  | 689  | 687  | 685  |
|               | 1962 | 1968 | 1982 | 1990 | 1999 | 2008 | 2011 | 2013 | 2017 | 2018 |